# جوزيف جورج فايفر
جوزيف جورج فايفر (بالإنجليزية: Joseph W. Fifer)‏ (و. 1840 – 1938 م) هو سياسي، محام من الولايات المتحدة الأمريكية ولد في ستونتون.